# ミャンマーの映画

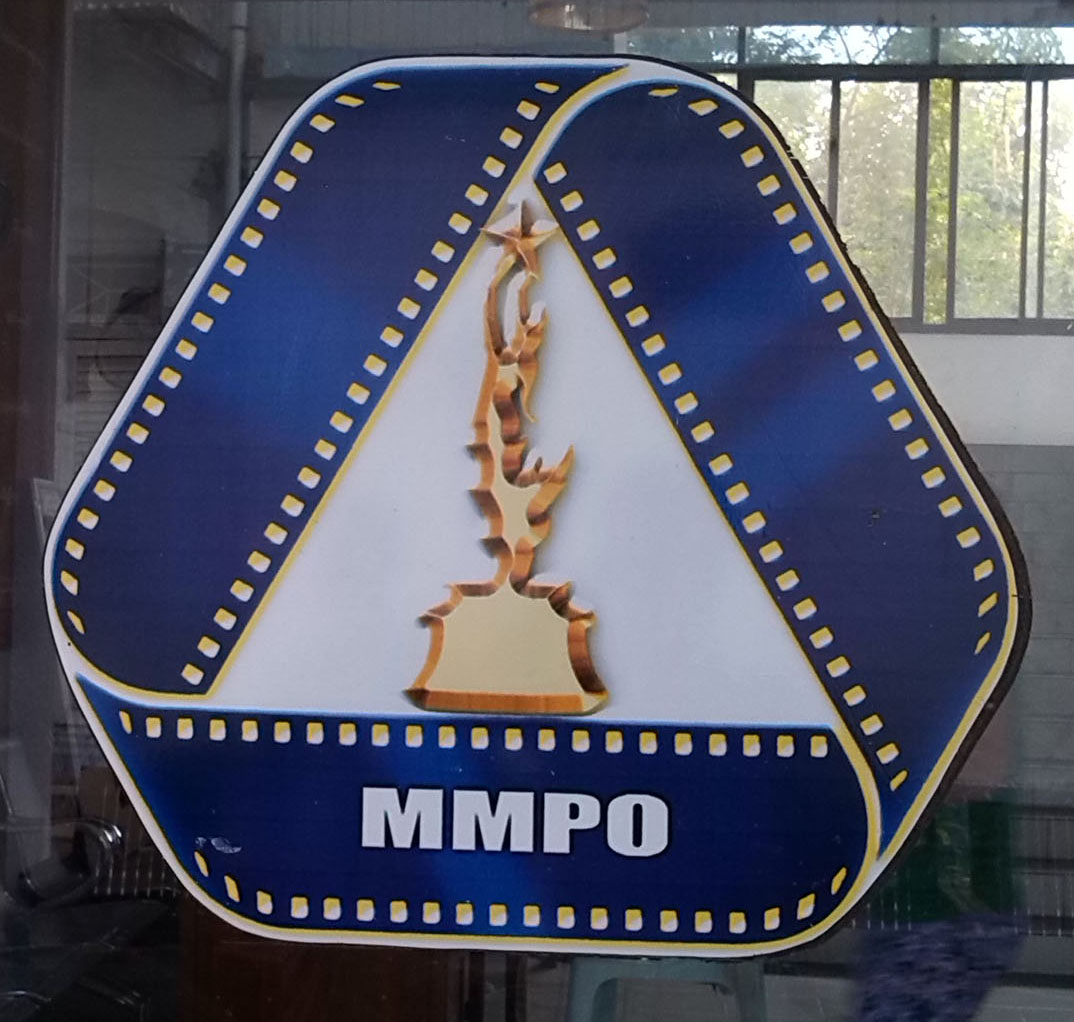
ミャンマー映画協会のロゴ

ミャンマーの映画（ミャンマーのえいが）について詳述する。ちなみにミャンマー語で映画は「ရုပ်ရှင်（ヨウシン）」と言うが、「ရုပ်（ヨウ）」はサンスクリット語で「形」「形態」を意味する「rupa」に由来し、「ရှင်（シン）」はミャンマー語で「生きている、動く」を意味する。

## 歴史

### 植民地時代

#### 映画との出会い
1895年にリュミエール兄弟が発明した映画とミャンマー人とのファースト・コンタクトが、どのようなものではあったかは知られてない。ただルイス・モーゲンスタイン（Louis Morgenstain、別名・カール・ヘルツ）やアブドゥラリー・エソーファリーなどの世界を飛び回る人気映画興行師が20世紀初頭にミャンマーを訪れたという記録は残っている。当時ミャンマーで上映された映画は、建物、橋、自動車、列車、船舶の特集映画、ポロ、ダンス、スポーツなどのアクション映像、ボーア戦争やヴィクトリア女王の葬儀の記録など多岐にわたり、映写機の横ではピアニストや小編成のアンサンブルが伴奏を務めていたのだという。

#### 映画館の建設
ミャンマーでは雨季に大量に雨が降るので、移動テントによる映画の野外上映は不可能だった。そこで1910年頃から映画館の建設が始まったが、そのほとんんどが外国資本であり、英領インドの老舗映画会社の支社だった。映画館では、映画以外にもキックボクシングの試合、演劇、コンサート、さらには初代江川マストンの一座の軽業ショーなどが催され、客は正装してショーを楽しんだ。映画館には喫茶店も併設されており、上流階級の人々の社交場として機能していた。

当時人気を博していた映画は、欧米映画のほか『ハリシュチャンドラ王』や『クリシュナ・ジャンマ』などのヒンドゥー教の神話にもとづいたインド映画だった。しかし早くも当局が映画が公序良俗を乱すという懸念を抱き、1918年に映画法を制定して映画の事前検閲を始めた。この際、以下のような理由でチャップリンの映画まで槍玉に上がっていた。

#### 最初のミャンマー映画

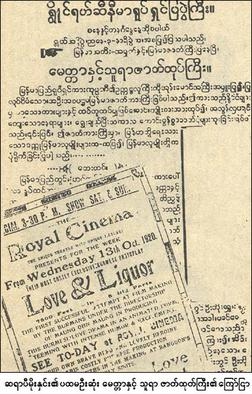
『メッタ・ニン・トゥラ』のポスター。

最初に映画を制作したミャンマー人は、オンマウン（Ohn Maung）という1892年生まれの写真家である。まず彼は、1920年6月4日、民族主義運動のリーダーだったビルマ青年仏教徒会（YMBA）のウー・トゥンシェイン（U Htun Shein）の葬儀の模様をフィルムに収めた『ウー・トゥンシェインの葬儀』と題した短編ドキュメンタリー映画を制作し、同年9月、パリ王立映画館で上映され好評を博した。画質が悪かったため、上映前にオンマウンは律儀に観客に謝罪したのだという。
その後、以前より制作中だった『メッタ・ニン・トゥラ（愛と酒）』を完成させた。主演はのちにミャンマー随一の人気俳優となるニープーである。内容はロマンスとコメディ、そしてアクション要素満載のドタバタ劇で、同時にギャンブルとアルコールの危険性を訴えるという仏教道徳要素もあり、英植民地下で仏教の衰退を憂う人々の心に響くものだった。またシュエダゴン・パゴダやインヤー湖などのヤンゴンのランドマークでロケを敢行して、馴染み深い風景が銀幕上で観られるのも人々の文化的誇りをくすぐった。ただスタッフに照明に関する技術が不足していたため、銀幕上では俳優の顔が暗くてよく見えなかったのだという。
10月13日、『メッタ・ニン・トゥラ』のプレミア上映会が行われ、ミャンマー初の国産長編映画を一目観ようと、観客は映画館につめかけ、チケットは完売、多くの人が立ち見で鑑賞した。インタータイトルはミャンマー語と英語の両方で書かれ、映画にはピアノ、ヴァイオリン、マンドリン、バンジョー、そして歌手で構成されるオーケストラの伴奏が付いた。映画は大成功を収め、この功績によりオンマウンは「ミャンマー映画の父」と呼ばれ、10月13日は「ミャンマー映画の日」となった。
『メッタ・ニン・トゥラ』の成功を機に、ミャンマーでは映画産業が盛んになり、1927年までにミャンアウン映画会社、ミンガラー、ピンマナ、アリンヤウン、バンドーラ、ニュー・ビルマ、ヤンチー・アウンなど25の映画会社が設立され、映画館の数は6年前の27館から80館に激増した。制作された映画のテーマは、ミャンマーの歴史・文化、仏教、アノーヤターやチャンシッターなど過去の王様を題材にした王朝史などが多かった。映画の制作費はインド人の金貸しの出資に依存していたが、映画会社経営者、映画館経営者、映画監督、プロデューサー、俳優のほとんんどがミャンマー人だった。映画スターも生まれ、彼らはファッションリーダーとなり、関連商品のスンピンオフ・マーチャンダイジングも盛んに行われた。

#### トーキー映画の登場

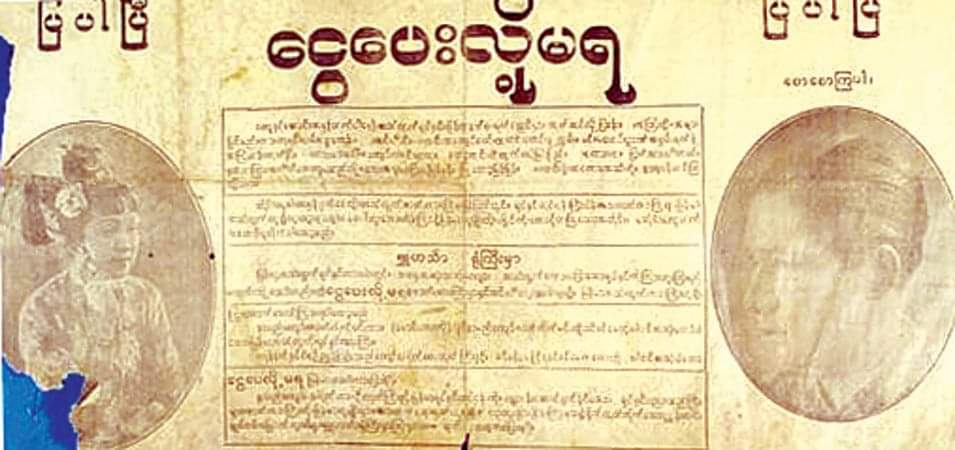
『金で買えない』（1932年）のポスター

ミャンマー初のトーキー映画は1932年に制作・公開された『金では買えない』である。1933年にはミャンマー最大の映画スタジオ・ミャンマー・アスウェ（Myanmar Aswe）がA1映画会社と改名して、ヤンゴンの北部・マヤンゴン郡区に、後年「ミャンマーのハリウッド」とも呼ばれる、30エーカーの敷地を擁する大型スタジオを建設して、1939年までに計640本の映画を制作した。1935年には、日緬合作で『にっぽんむすめ』（1935年）が制作され、ミャンマーで大ヒットした。支配者階級の白人の象徴だった飛行機をミャンマー人パイロットが乗り回す姿に、観客は拍手喝采を送ったのだという。また映画の中で高尾光子が演じた「恵美子」はミャンマーで人気者となり、えみさんロンジー、えみさんパウダーなど多くの関連商品が販売された。

#### 反植民地主義・民族主義的映画
1929年の世界大恐慌を機に、ミャンマーでは農民反乱、ストライキが頻発。1930年～1932年には最大規模の反乱・サヤー・サンの乱が起きた。このような社会的背景から1930年代のミャンマーでは、反植民地主義、・民族主義的テーマの映画が多数制作されたが、その第一人者が、サンニ（Hsan NiまたはU Sunny 1898年-1956年）である。
詳細な年代は不明だが、サンニは1930年代までにパロット映画会社を設立し、1931年に処女作の『36の獣 (36 Kaung)』を制作した。これは当時シャン州で流行していた「36の獣」というカード賭博をテーマにしたもので、賭博の不道徳性を訴えるとともに、賭博の胴元と警察の癒着を描き、英植民地政府の腐敗を糾弾するもで、当局により公開中止に追いこまれた。しかしサンニはそれに屈することなく、その後も武力闘争を呼びかける『われらの孔雀旗（Do Daung Lan）』（1936年）、サヤー・サンの乱の殉教者讃歌『旗の丘（Alantaung）』（不明）、アウンサンとウー・ヌの退学処分をきっかけに起きたヤンゴン大学のストライキを描いた『ボイコットする者（Bwaing Kaut Ta）』（1937年）、タキン党（われらビルマ人連盟）の台頭を描いた『タキン・ミョ（Thakin Myo）』（1938年）、1938年デモの最中に警官に殺害された学生リーダーの生涯を描いた『ボー・アウンチョー』（不明）、油田労働者のストライキを描いた『イェーナンジャウン』（不明）、警官の暴力を描いた『ナンバッドク（Nan Bat Doke）』、などの政治映画を連発し、何度も上映中止の処分を受けた。サンニは「新聞を毎日読むミャンマー人は約100万人、映画館に行く人は約300万人。映画は新聞よりも政府に対するより効果的な武器になる」という信念の持ち主だったのだという。。
サンニは直接的な反権力映画だけではなく、タキン党の女性メンバーの活躍を描いた『タキンマ』や男性抗議者たちのために物資や食料の調達に駆けずり回った女性たちを描いた『イェバウマ（女同志）』などの女性映画や、大卒者たちが公務員にばかりなりたがる現状を憂えた『ワンス・モア』という教育映画も制作した。後者は、中国人やインド人が、賤業と見下されながらも高給を約束された職業に就いてミャンマー社会への影響力を強めていることに対する危機感から発せられたものだった。サンニ以外にもA1映画会社やイギリス・ビルマ映画会社が政治映画を制作した。当時、ミャンマーのエリートの間では共産主義がその思想的根幹となっていたが、J・S・ファーニヴァルに言わせれば、所詮「若い知識人の間で流行しているカルト」に過ぎず、映画は民族主義者たちの活動を世に知らしめるために大きな役割を果たした。

### 日本占領期
太平洋戦争はミャンマーの映画界にも大きな影響を及ぼした。開戦直前の1941年4月18日にはヤンゴンの13の映画館が閉鎖された。もっとも閉鎖されたのは、欧米映画やインド映画を上映する映画館だけで、ミャンマー映画を上映する映画館は営業を続けた。1942年に日本軍がミャンマーからイギリスを放逐した際には、多くの映画関係者がビルマ独立義勇軍（BIA）が参加した。しかし戦闘が激化すると、フィルムの入手困難により映画制作は停止され、映画館も営業停止に追いこまれるか、古い映画のみ上映するだけとなった。日本侵攻とともに数十万人のインド系の人々がミャンマーから逃亡したが、その中には映画館のインド人オーナーも多数含まれていた。イギリス軍の地方司令部が置かれていたピイ近郊のシュエタウン（黄金の山）で、イギリス軍と日本軍の戦闘が起きると、ウー・ルンペーという映画監督がその模様をフィルムに収め、『シュエタウン・タイ・プエ（黄金山の戦い）』という映画を制作した。
日本軍がミャンマーを占領すると映画館やスタジオを接収し、プロパガンダ映画の制作に乗り出したが、一部のミャンマーの映画人はこれに協力した。映画館ではこれらプロパガンダのほか、日本の侍映画も上映されたが、欧米の映画は一切上映されなかった。また少数ながら映画の制作を続けていたミャンマーの映画会社もあった。

### 議会制民主主義時代

#### 映画界の再建
1945年5月、イギリス軍がヤンゴンを奪還すると、映画界の再建も図られた。同年9月6日、戦後初のミャンマー映画『籠／ヤシの皮袋（Hpa Ta Lone）』が上映され、1947年3月1日から10日までの10日間には、ミャンマーの有力映画人・セレブリティがシュエダゴン・パゴダ近くの会場に一同に会して「ビルマ映画産業記念祭」が盛大に祝われた。1947年7月19日、アウンサンが暗殺されると、『ボイコットする者』とアウンサンの葬儀のニュース映画その他を組み合わせた『将軍の独立の道への記録（Bogyoke I Luk Lak Yay Lansin Mawkun Tin）と、アウンサンがパンロン協定に署名する様子を撮影した『山頂将軍』が特別上映された。またサンニはアウンサンを讃美した『将軍（Bogyoke）』を制作した。生前、アウンサンは以下のような言葉を残していた。
1948年1月、「ビルマ連邦」としてミャンマーが独立を果たすと、政府は映画制作振興策を取り、当時としては巨額であった400万チャットを映画界に注ぎこみ、カメラ、現像セット、録音スタジオ、ポストプロダクション編集機材などを購入し、さらに国際的な映画制作者を招聘して、その専門知識をミャンマーの映画人に授けた。1949年10月1日には映画に対する興行税の税率を国産映画は20%、外国映画は40%とし、すべての映画館に年間少なくとも60日間は国産映画を上映しなければならないという規則を設けた。さらに1952年、ビルマ映画協会は、独自のアカデミー賞を設立し、現在に至るまでの毎年恒例行事となった。首相となったウー・ヌは外交政策に関しては非同盟・中立政策を取り、1949年の議会演説で以下のような発言をしていた。
しかし、ミャンマーの映画界はウー・ヌの思惑どおりにいかなかった。

#### 映画界の冷戦
冷戦の対立はミャンマーにも持ちこまれ、各国大使館はパトロンとなって、自分たちの政治見解を代弁してくれるミャンマーの新聞・出版社・作家・ジャーナリストを支援し始めたが、映画界も例外ではなかった。1952年、ウー・ヌの招待により、CIAが後援する自由アジア委員会（CFA、のちのアジア財団《TAF》）がヤンゴンに事務所を開設し、ミャンマーで反共プロパガンダを開始した。

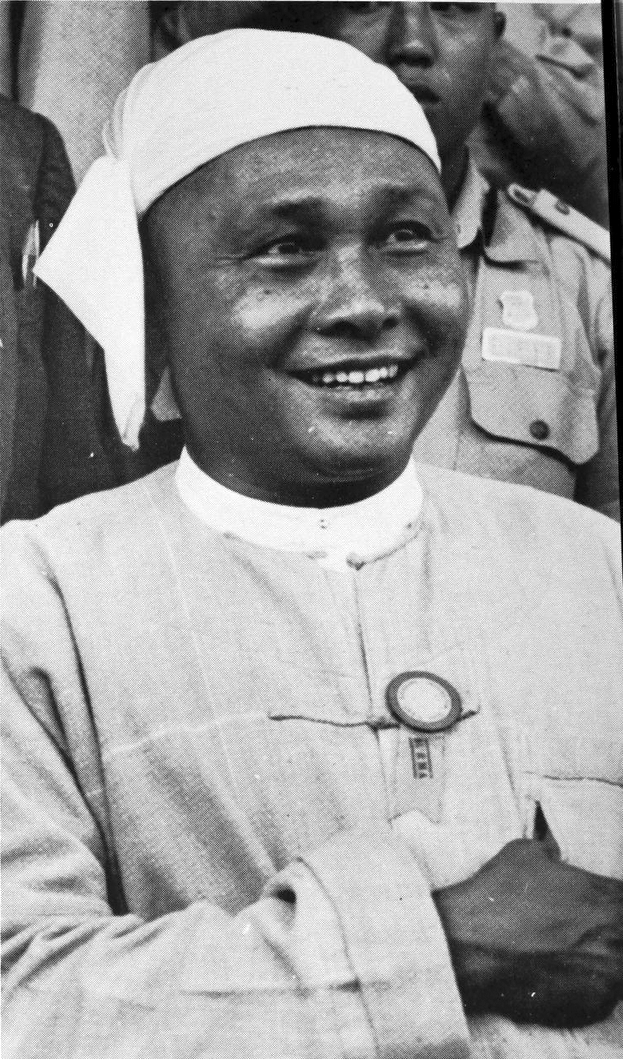
ウー・ヌ

TAFはウー・ヌが書いた『人民の勝利の声』という戯曲を『人民の勝利（原題）』と改題して映画化した。これは独立直後のビルマ共産党（CPB）との戦いを描いたもので、原作は決して反共的ではなく、民主主義讃歌に重きを置かれたものだったが、映画化に際して反共的な内容に改められた。制作費は当時としては巨額の約20万米ドル、全編ミャンマー語で、監督はテレビドラマ『ローン・レンジャー』シリーズで有名なジョージ・B・ザイツ・ジュニアだった。
1953年12月26日、『人民の勝利』は全国で無料上映されたが、その内容は退屈な政治的対話とイデオロギー議論に終始するもので、怒った観客が映画館を放火するような事件も起き、大失敗に終わった。その後、TAFは『旅人（Wayfarer）』というブッダの生涯を描いた27分の短編映画を制作したが、こちらもブッダを冒涜するものと大不評だった。結局、この2作の失敗に懲りたTAFは、ミャンマーの映画事業から撤退した。
一方、中国・ソ連とは映画人同士の交流はあったが、共同で映画を制作するところまでは至らなかった。

#### 愛国プロパガンダ映画

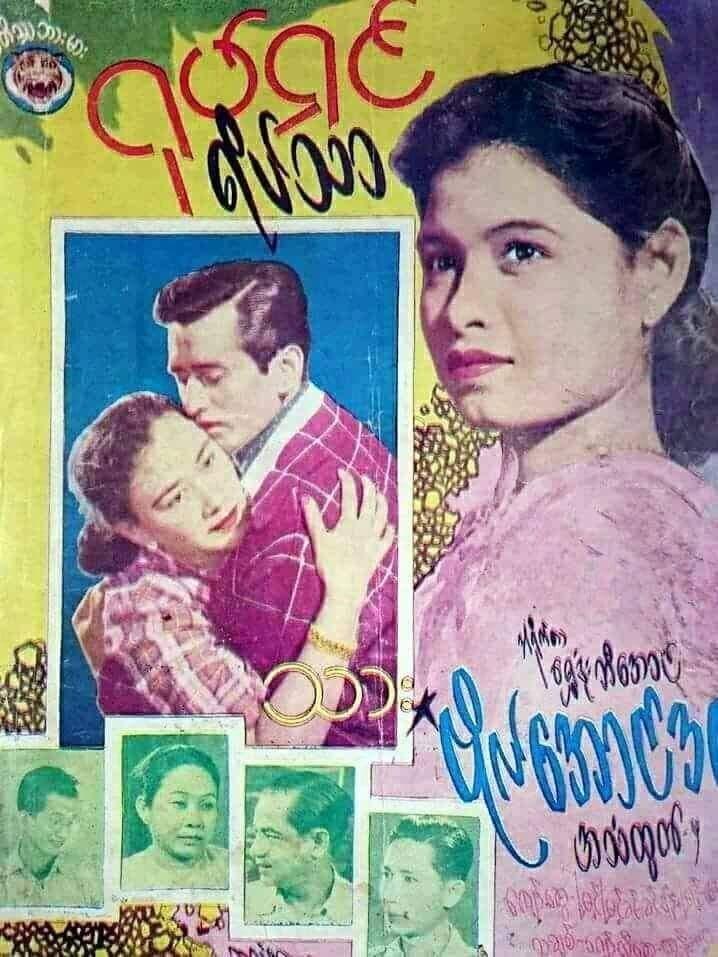
チョースウェ主演の1955年の映画『ソン・ボー・アウンディン』

一方、国産映画では、国軍兵士を主人公にしてCPBや中国国民党軍（KMT）と戦うプロパガンダ映画が多数制作され、チョースウェという俳優が大スターとなった。チョースウェは元BIA兵士で、戦後はマンダレーの陸軍士官学校に入学したが、中退して映画界に入り、前述した『将軍』では主役のアウンサンを演じた。彼は「ミャンマーのケーリー・グラント」と評され、彼が映画の中で着ていたシャツを買い求めるために、人々が洋品店の前に長蛇の列を作るほどの人気ぶりだった。映画界で大成功を収めたチョースウェは、日本で映画制作を学んで自身の映画会社・モー（Moe）を設立した。彼が最初に監督した『真珠の涙（Pule Myit Ye）』は、アウンサンの愛読書だった、アーネスト・ヘミングウェイの『誰がために鐘は鳴る』を翻案したものだった。

#### 少数民族映画
ミャンマーの独立運動はビルマ族中心だったが、多民族国家として独立したことにより、映画人の間にも少数民族に対する興味・関心が芽生え始めた。1949年9月、作家のミッママウン（Myit Ma Maung）は、ある映画雑誌で以下のように述べている。
少数民族映画（タインインダー映画）の第一人者が、シャン族の妻を持つビルマ族のサヤー・ミン（Hsaya Myint）である。サヤー・ミンは1930年代後半から少数民族をテーマにした映画を撮り始め、1937年～1938年には『銀の山の人（Ngwe Taung Thu）』を制作した。これはカレンニー州その他の地域を舞台に、ビルマ族とカレンニー族の男女の恋愛模様を描いた作品で、最初期のタインインダー映画とされる。その後も、パラウン族の習慣をテーマにした『黄金のパラウン（Shwe Palaung）』（1940年）、『われらの人種（Do Lumyo）』（1946年）、アノーヤターとシャン族の王女・ソー・モンフラとの同盟を描いた空想映画『ソー・モンフラ（Saw Mon Hla）』（1953年）、シャン州の守護神とされるナッの精霊・九国の王の伝説を描いた『九国の王（Ko Myo Shin）』（1957年）など次々と作品を発表。1965年にはキャリアの集大成として、シャンの歴史、文化、神話、習慣を概観したポケットブック形式の書籍『シャンランドの鏡』を出版した。

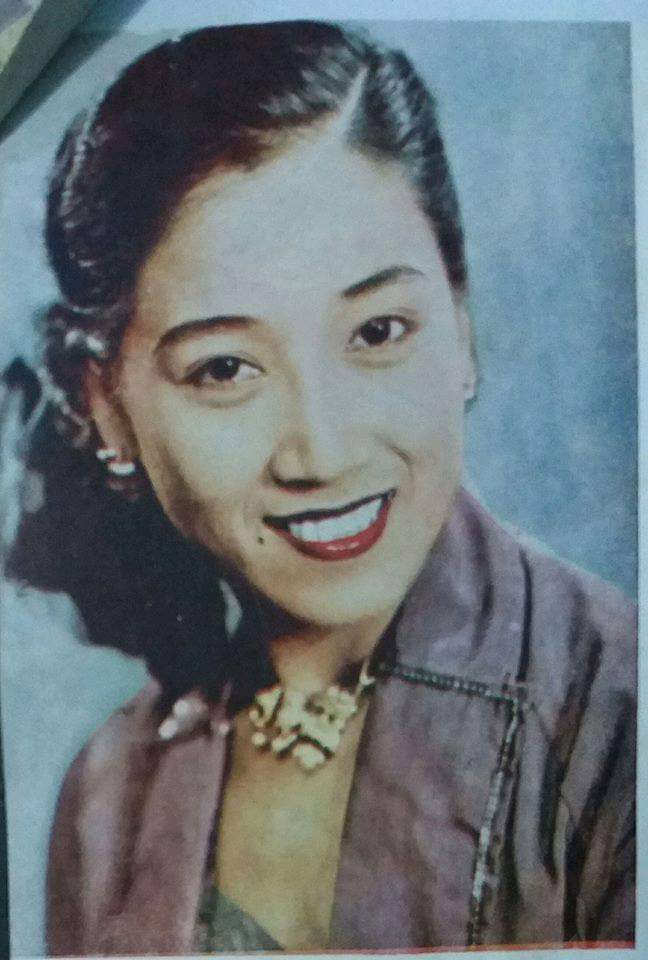
メリー・ミン

また少数民族出身者から映画スターも生まれた。メリー・ミン（本名：エーサン）は1928年、シャン州北部のナムカム近郊に生まれ、1943年に戦火を逃れて家族で上海に移住した。そして1947年、上海美人コンテストで優勝し、1949年にミャンマーに戻ってヤンゴンの演劇界でキャリアを積み、その間、シャン語訛りがあったミャンマー語も上達。1951年、『チャーティーヨー』で銀幕デビューを果たし、カレン族の王女を演じた。その後も40本近くの映画に出演し、1955年には、自ら脚本・監督を務めた『聖なる花（Pin Myint Ma La）』が公開され、ミャンマー初の女性監督となった。当時、彼女のギャラはミャンマー映画界トップクラスで、セレブの象徴だった自家用車も所有していた。1957年に出演した『アウンチョーウー博士』は、ビルマ・アカデミー賞で作品賞と監督賞の2部門を受賞した。しかし、同映画の公開直前、メリー・ミンは子宮外妊娠の緊急手術中に、若干28歳の若さで亡くなった。ちなみに彼女のヤンゴンの初舞台の作品のタイトルは、皮肉にも『妊娠は難しい』だった。

#### 黄金時代
とはいえ、1950年代に公開された映画の大半はラブストーリー、歴史映画、スリラー、オカルトや超自然現象を扱った娯楽映画で、平均して年間80本ほどの映画が公開された。特に迷信深い国民性を反映してか、特にオカルト映画が多く、ある映画雑誌の記事によると、1951年に制作された53本の国産映画のうち、32本（60%）がその手の映画だったのだという。1956年までに、トーキー映画の制作数はサイレント映画のそれを上回り、1950年代末までにサイレント映画は完全に廃れた。また歌と同じく、映画も欧米の映画・小説を元にした「リメイク映画」が多く、ストーリーやセリフだけでなく、登場人物の描写、構図、撮影法までオリジナルから借用している。ただ暴力描写や性描写は避けられ、代わりに仏像や仏塔のショット、俳優が仏像を崇拝するシーンなどが必ず挿入され、対立する当事者がともに功徳を積み、仏像の前で祈りを捧げて大団円を迎えるという結末の映画が多かった。この時期のミャンマー映画はほとんど海外に紹介されなかったが、一部は中国語やロシア語に翻訳され、『ライフ・サイクル』という映画は中国でもヒットした。

### 社会主義時代

#### 映画館の国有化・検閲強化
1962年3月2日、ネ・ウィンは軍事クーデターを起こし、国会を解散、1947年憲法を停止し、ビルマ連邦革命評議会を設立した。そして『ビルマ社会主義への道』を発表し、ビルマ社会主義計画党（BSPP）を結成して一党独裁と国有化を特徴とする軍事独裁政権を樹立した。奇しくも1962年は、ミャンマーの映画産業が計92本の映画を制作し、442の映画館に配給して、2024年の時点でも破られていない過去最高の興行収入を記録した年だった。

この革命評議会の下、映画制作も「ビルマ式社会主義」を促進すべきものと位置づけられた。
まず革命評議会は、他の主要産業と同様、「革命評議会政府および社会主義経済体制に基づき、映画館は国有化される。映画館は最新の設備を備える」と規定する情報省令第3(ə)第306号にもとづき映画の国有化を進め、映画館の英語名をミャンマー語に変更した。対象となった映画館は全国でわずか182館にとどまったが、映画館のオーナーだった中国人・インド人の多くはミャンマーを去った。
次に革命評議会は映画制作全体の国有化を試み、人民映画会社を設立して『愛すべき土地』という映画を制作したが、興行的に失敗に終わり、この計画は挫折。そこで革命評議会は、映画資材と機材の割り当てを行う映画公社と映画制作を監督する映画評議会という2つの組織を設立し、さらに情報省傘下に映画検閲委員会を設立して、国内外の映画すべてを検閲の対象とした。映画制作者は映画を制作する際、まず脚本を検閲委員会に提出し、承認を得た後、映画制作に取りかかる。そして映画が完成すると、再び検閲委員会の検閲を受け、最終的に承認されると、ようやく公開の運びとなった。音楽同様、検閲の基準は明文化されておらず不明確で、そのため映画制作者は検閲官に高級ウイスキーなどの賄賂を贈り、検閲がスムーズに行くように取り計らった。映画監督のウー・モートゥー（U Moe Thu）は、検閲に必ず引っかかる例として、「婚前妊娠、登場人物が飲酒と喫煙を同時に行うこと、酔った女性がボーイフレンドを作ること、ビンロウの実を噛むこと、1960年以降に起こった国際戦争」などを挙げている。女優の態度・服装は厳しくチェックされ、欧米風の服装・振る舞い、水着姿、半裸などはNG。またナッ、幽霊、魔術などをテーマにした非科学的なオカルト映画は過去の作品も含めて上映禁止となった。一方で暴力描写には規制がなく、子供たちも日常的に暴力描写に晒されていた。映画制作者は検閲に適応するにつれ、三角関係をテーマにした映画が容易に検閲をすり抜けることに気づき、国産映画にはその種の映画が氾濫した。リメイク映画は相変わらず多かった。映画制作者の自己検閲がよく働き、検閲委員会の修正・削除の要請にも素直に応じたので、たとえば1968年に検閲委員会に提出された映画67本のうち63本が公開されていることからも明らかなように、この検閲システムはよく機能していた。

#### 建設的映画
この時代には、国軍映画、王朝映画、農民映画、ニュース映画、ドキュメンタリー映画「建設的映画」と呼ばれる意図的に教訓的な映画も多数制作された。カテゴリー的には(1)訓練映画、(2)教育映画、(3)人格形成映画、(4)ニュースおよび広報映画の4種類あり、時にスターを出演させて観客動員を図った。国軍映画では国軍兵士が戦闘に従事するために国境の辺境地域へ向かい、その途中に地方の自然風景、少数民族の村、祭りの風景などが織りこまれ、少数民族の女性と恋に落ちるというのが定番だった。またこの時代にも、前述したサヤー・ミンの後継者と言うべき、タインインダー映画の秀作を残したミンマウン（Myint Maung）という映画監督がいたが、その彼とて「私はビルマ式社会主義への道を支持するために、カレン族とビルマ族の愛についての映画を作った」という発言からも明らかなように、体制には従順だった。またこの時代、外国文化を嫌悪していたのにもかかわらず、外国映画の輸入は引き続き行われ、国産映画が低調になったためか、その興行成績は右肩上がりだった。ミャンマーでテレビ放送が始まったのは、1980年とASEANでもっとも遅かったので、長らく映画が娯楽の王様だった。映画監督のコー・ミンは自らの子供時代を振り返って、「他に何もすることがなかったんです。テレビもなかったし、映画館は満員で最高でした」と述べている。

### SLORC/SPDC時代
8888民主化運動に関わった映画人が映画界から追放されたり、投獄されたりする一方、映画界にも1988年以降の経済開放策が及び、国有だった映画館は民間に売却され、新たな映画製作会社が次々と開業した。1990年代半ばまでに、ミンガラー社がヤンゴンとマンダレーの主要映画館のほとんどを所有する寡占状態が生じた。
1996年には映画法が制定され、ミャンマーの文化と伝統を損なう退廃的な映画は禁止された。SLORC/SPDCに協力的な映画人は、その国家的大義である（１）連邦分裂阻止（２）諸民族分裂阻止（３）国家主権堅持に沿ったプロパガンダ映画の制作に協力し、資金援助や映画賞の優遇などの特権を得ていた。情報筋は「アカデミー賞はいつも同じ人たちに授与され、誰が受賞するかは予測可能になっている」「彼ら（軍政のお気に入りの映画スターたち）は良い待遇を受けている」と述べる。
またこの時期、ミャンマーの映画界は低予算のVCD・DVD映画を制作する方向へシフトし、その内容も検閲に引っかからない低俗なコメディ映画に偏り、しかもそれらの映画は過去の国産映画や外国映画のリメイクが多かった。結果、映画館の数は減少を続け、2011年12月のある調査によると、全国の映画館の数はピーク時の244館からわずか71館にまで減少した。2018年の時点でも稼働中の映画館は全国でわずか102館で、チン州とカレンニー州には1つもなく、ラカイン州唯一の映画館も閉鎖寸前だった。映画制作者たちは、映画館で映画を上映してもらうために映画館のオーナーに働きかける必要があり、オーナーは興行成績を重視するために、低俗な映画が氾濫するという悪循環に陥っていた。一方、外国映画は相変わらず人気だったが、国軍が悪役として登場する『ランボー/最後の戦場』（2008年）は、国内で上映禁止となった。
しかし、このような状況下でも一筋の光明はあり、イギリス系ミャンマー人のリンジー・メリソンが、2005年にヤンゴン映画学校を設立し、後進の育成に乗り出した。SLORC/SPDCが設立を許可したのは、映画は脅威ではないと考えていたからとも伝えられる。

### 民政移管時代
2011年にテインセイン政権が成立すると、映画の事前検閲は大幅に緩和され、都市部にはシネコンも登場し、街頭で公然とカメラを回すことも可能となった。「ミャンマー・ニューウェーブ」とも呼ばれる新進気鋭の若手監督も、多数映画界に参入した。しかし国産映画の大勢は相変わらず低俗なコメディ映画ばかりで、『良心の囚人』の作者である医者兼作家のマ・ティーダも「面白くもなく、無神経なコメディだ」と一蹴している。他にもムスリムやLGBTをからかうような表現も散見され、映画監督のチィーフューシンは以下のように提言している。
また、ザマウナイン（The Maw Naing）が監督し、国際的評価が高かった『ザ・モンク』（2014年）は、僧侶の生活をリアルに描写しすぎているという理由でミャンマーでは公開されず、1962年のクーデターの際に国軍兵士に拉致されたまま行方不明となったシャン族のツァオパー・サオ・チャセンとオーストリア人妻を描いたオーストリア映画『ビルマの黄昏』（2015年）も、「国内の民族統一を乱す」という理由で、ミャンマーでは公開されなかった。民政移管後も僧侶批判、国軍批判、性描写はNGだったのだという。
一方で、ドキュメンタリー映画は盛んになり、ヤンゴン映画学校の卒業生も多数この分野に進出。ワッタン映画祭、自由芸術映画祭、人権と人間の尊厳の国際映画祭、アンド・プラウド・ヤンゴン LGBT映画祭などの映画祭ブームが起こり、サイクロン・ナルギスの記録映画『ナルギス──時間が止まった時』（2009年）など国際的に高い評価を得る映画も現れた。

### 2021年クーデター後

#### 検閲の強化

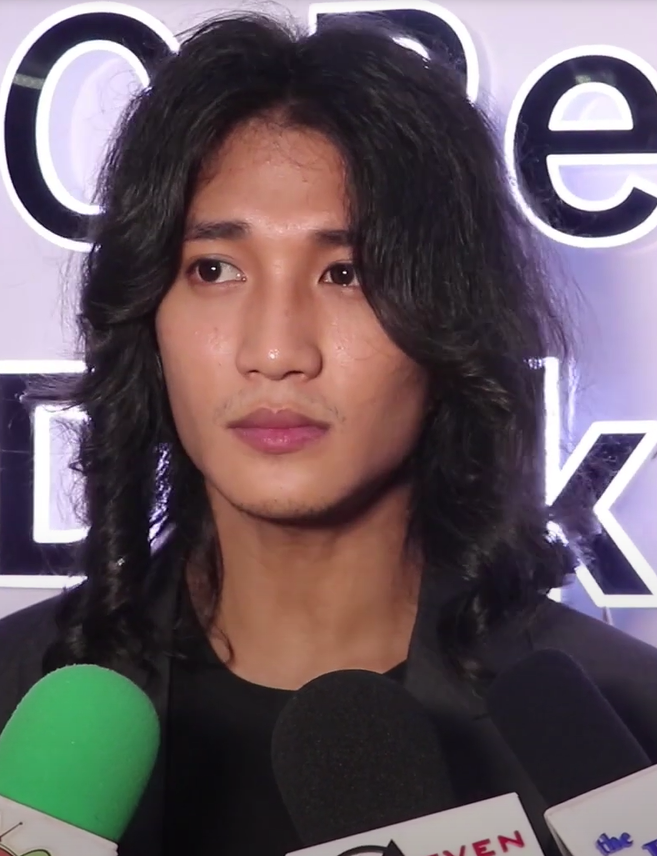
パインタコン

2021年クーデター後、国家行政評議会（SAC）は映画に対する事前検閲を強化させ、2024年12月には映画法を改正して、検閲を経ずに映画を製作・上映・輸出する行為に対する罰則が、初犯で最大懲役3年、罰金200万チャット（約950米ドル）、再犯で最大懲役5年、罰金300万チャット（約1,430米ドル）に引き上げられた。また改正法には「国家を軽蔑する発言」「国益を害する行為」「法律に違反する行為」を描写することを違反とする条項が追加された。検閲は、相変わらず政治的テーマや性描写に厳しく、人種差別、性差別、宗教差別には寛容なのだという。2023年ミャンマー・アカデミー賞では、国軍第88軽歩兵師団の将校と下士官たちが、、自己省察と仏教の徳を通してカチン独立軍（KIA）と対峙する姿を描いた『赤い毛布』が監督賞と主演男優賞を、クーデターに抗議して逮捕投獄され、恩赦で釈放されたパインタコンが、子犬を育てる仏教僧を演じた『幸運の犬』が作品賞を受賞した。

SAC副議長・ソーウィンは、授賞式で以下のように述べている。
コロナ禍とクーデターは、ミャンマー映画界に経済的にも大打撃を与え、2020年3月中旬から2022年4月まで映画館は閉鎖され、公開された映画は2020年は21本、2021年はゼロ、2022年は20本に留まっている。

#### レジスタンス映画の勃興
SACへの協力を拒否した映画人は、海外へ亡命したり、潜伏を余儀なくされているが、そのような彼らの中から新たなレジスタンス映画が生まれている。『ミャンマー・ダイアリーズ』（2022年）は、複数の匿名のミャンマー人映画監督が2021年クーデターデモを描いた作品で、2022年ベルリン国際映画祭で最優秀ドキュメンタリー賞を受賞した。『壊れた夢：ミャンマークーデターの物語』（2023年）は、8人の匿名のミャンマー人映画監督による9篇のアンソロジー作品で、2023年コルカタ映画祭で、最優秀アジア長編映画賞であるNETPAC賞を受賞した。2023年山形国際ドキュメンタリー映画祭には、ミャンマーから14本の応募があった。逃亡中のミャンマー人映画監督・コパウは、セルフ・ドキュメンタリー『夜明けの道』（2024年）を制作し、日本でも公開された。

## 日本との関わり
- 『にっぽんむすめ』（1935年）- 日緬合作映画。無着陸飛行の訓練のために来日したミャンマー人飛行士とその弟が主人公。当時、ミャンマーでは大ヒットした。1992年に行方不明になっていたフィルムが発見され、日本とミャンマーで上映会が催された[54][55]。
- 『ビルマの竪琴』（1956年）- 市川崑監督。竹山道雄原作の小説を映画化。1985年に同じ市川崑監督で再映画化されている。
- 『THWAY 血の絆』（2003年） - 日緬合作映画。千野晧司監督。ジャーネージョー・ママレーのベストセラー小説『血の絆』の映画化[56]。
- 『異国に生きる 日本の中のビルマ人』（2012年）- 土井敏邦監督。日本で民主活動を展開していた在日ミャンマー人・チョウチョウソウの姿を追ったドキュメンタリー映画[57]。
- 『Beauty of Tradition -ミャンマー民族音楽への旅-』（2015年）川端潤監督。ミャンマーの伝統音楽の録音と楽器製作の様子を撮った記録映画[58]。
- 『僕の帰る場所』（2017年）- 日緬合作映画。 藤元明緒監督。日本とミャンマーを舞台に、ある在日ミャンマー人家族に起こった実話をベースに描いたドラマ[59]。
- 『My Country, My Home』（2018年）- 日緬合作映画。チーピューシン監督。森崎ウィンが出演している[60]。
- 『マンダレー スター ミャンマー民族音楽への旅』（2018年）川端潤監督。前作の続編[61]。
- 『迷子になった拳』（2020年）- 今田哲史監督。ミャンマーの伝統格闘技ラウェイに挑む選手や大会関係者たちを追ったドキュメンタリー[62]。
- 『白骨街道 ACT1』（2020年）- 藤元明緒監督。チン州で日本兵の遺骨を発掘するゾミ族の姿を捉えた短編ドキュメンタリー[63]。
- 『ラウェイを探して』（2025年） - 川端潤監督。ラウェイのドキュメンタリー映画[64]。

## 他のミャンマーをテーマにした作品
- 『知られざる戦争』（1966年）、『アヘンへの道』（1966年）、『アヘン将軍』（1974年）、『アヘン・シリーズ』（1978年）、『ヘロイン戦争』（1996年）- BSPP時代、外国人のミャンマーへの入国が著しく制限されたいたため、外国人がミャンマーで撮影を行うことも困難だったが、例外的にイギリス人のドキュメンタリー映画監督・エイドリアン・コーウェル（英語版）が、秘密裏にミャンマーへ潜入して秀逸なドキュメンタリーを制作した[65][66]。
- 『ラングーンを越えて』（1995年）- 映画の冒頭、ヤンゴンで8888民主化運動の騒動に巻き込まれた、パトリシア・アークエット演じる主人公の女性が、スーチー率いるデモ隊と邂逅する。しかし、実際は8888民主化運動の際はスーチーはデモ行進を行っていないので、これは創作である。
- 『ランボー/最後の戦場』（2008年） - タイに潜入したランボーが、ミャンマー軍（以下、国軍）と戦う。
- 『ビルマVJ 消された革命』（2008年） - 2007年のサフラン革命の際に命がけで取材を行うジャーナリストの姿を追ったドキュメンタリー。
- 『ビルマ・ソルジャー』（2010年） -  17歳で国軍に入隊後、50年近く従軍したが、片腕を失った後、民主化運動家に転じた国軍兵士の姿を追ったドキュメンタリー。主題歌はU2のボノが歌う『ウォーク・オン』[67]。
- 『The Lady アウンサンスーチー ひき裂かれた愛』（2011年）-  リュック・ベッソン監督、ミシェル・ヨー主演。8888民主化運動から1990年代に軍政から弾圧を受けていた日々にかけてのスーチーを描いている。スーチーがシュエダゴン・パゴダで初めて演説するシーンでは、ミシェル・ヨーは全編ミャンマー語で演じている。
- 『ビルマの黄昏』（2015年）- サビーネ・デアフリンガー監督。1962年のクーデターの際に国軍兵士に拉致されたまま行方不明となったシャン族のツァオパー・サオ・チャセンとオーストリア人妻を描いたオーストリア映画。
- 『マンダレーへの道（英語版）』（2016年） - ミディ・ジー（英語版）監督。ラーショー出身の中国系ミャンマー人で、現在は台湾在住。自らのルーツであるミャンマーに関する作品を多数撮っている[68]。